# Автомобільна промисловість у Туреччині

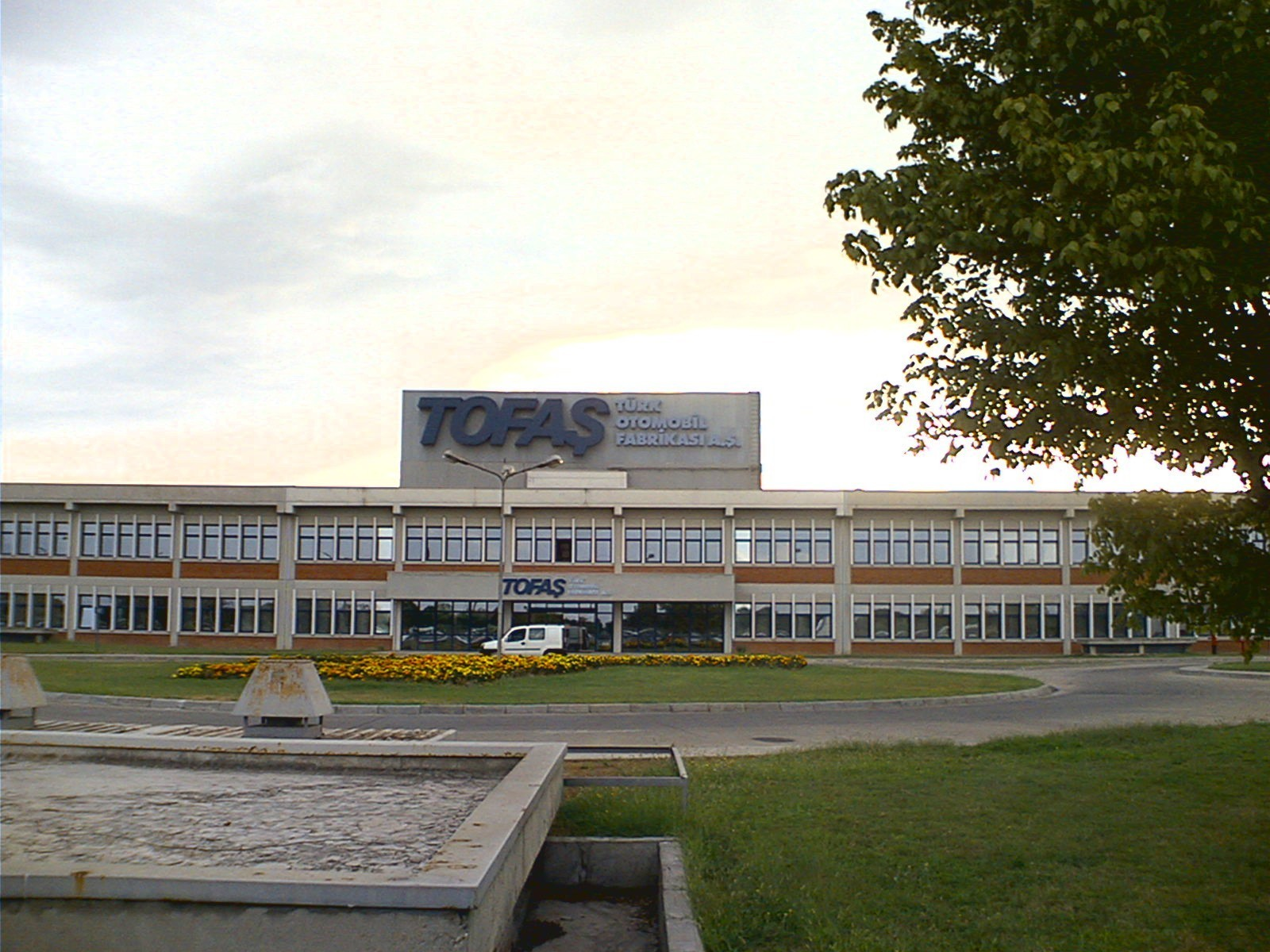
Завод Tofaş

Автомобільна промисловість Туреччини — галузь економіки Туреччини.
Автомобільна промисловість у Туреччині відіграє важливу роль у виробничому секторі турецької економіки. Компанії, що працюють в турецькому автомобільному секторі в основному розташовані в регіоні Мармурового моря.
У 2012 році Туреччина виробила понад 1 млн. автомашин. За допомогою кластера автовиробників і постачальників запчастин, турецький автомобільний сектор став невід'ємною частиною глобальної мережі виробничих баз, експортуючи транспортні засоби і компоненти на суму у майже 20 млрд. $. Світові виробники автомобілів із виробничими заводами включають Fiat/Tofaş, Oyak-Renault, Hyundai, Toyota, Honda і Ford/Otosan.

## Історичний розвиток

### До 1990 року

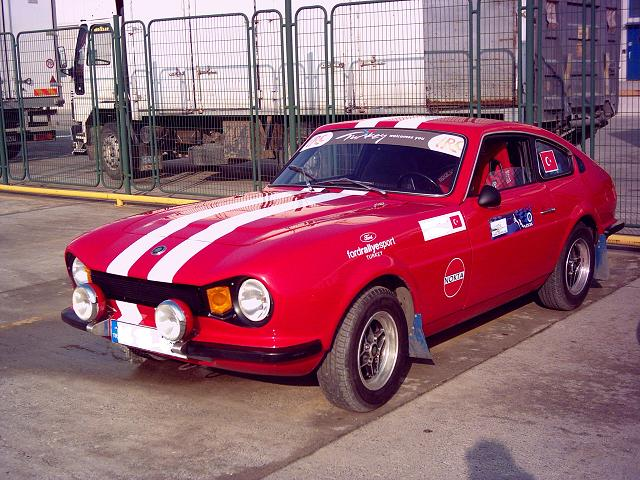
Anadol STC-16 (1973–1975)

Автомобільний сектор зародився в 1950-х—1960-х роках, коли на захищеному владою від імпорту внутрішньому ринку почалося виробництво автомобілів за ліцензією компаній Ford, Renault і Fiat.
У 1959 році завод Ford-Otosan був створений в Стамбулі для виробництва моделей Ford Motor Company за ліцензією в Туреччині.
У 1961 році седан Devrim був виготовлений на заводі Tülomsaş в Ескішехірі. Це був перший самостійно розроблений і вироблений турецький автомобіль.
У 1964 році автомобілі Austin і Morris компанії British Motor Corporation (BMC) почали вироблятися за ліцензією на заводі BMC в Ізмірі. Бренд BMC пізніше був повністю придбаний Cukurova Group в 1989 році, яка в даний час виробляє всі моделі BMC в світі.
У 1966 році Anadol став першим турецьким автомобільним брендом з масовим виробництвом автомобілів. Всі моделі Anadol були зроблені на заводі Ford-Otosan в Стамбулі.
У 1968 році був відкритий завод Fiat-Tofaş в Бурсі для виробництва моделей Fiat за ліцензією.
У 1969 році завод Oyak-Renault був відкритий в Бурсі для виробництва моделей Renault.

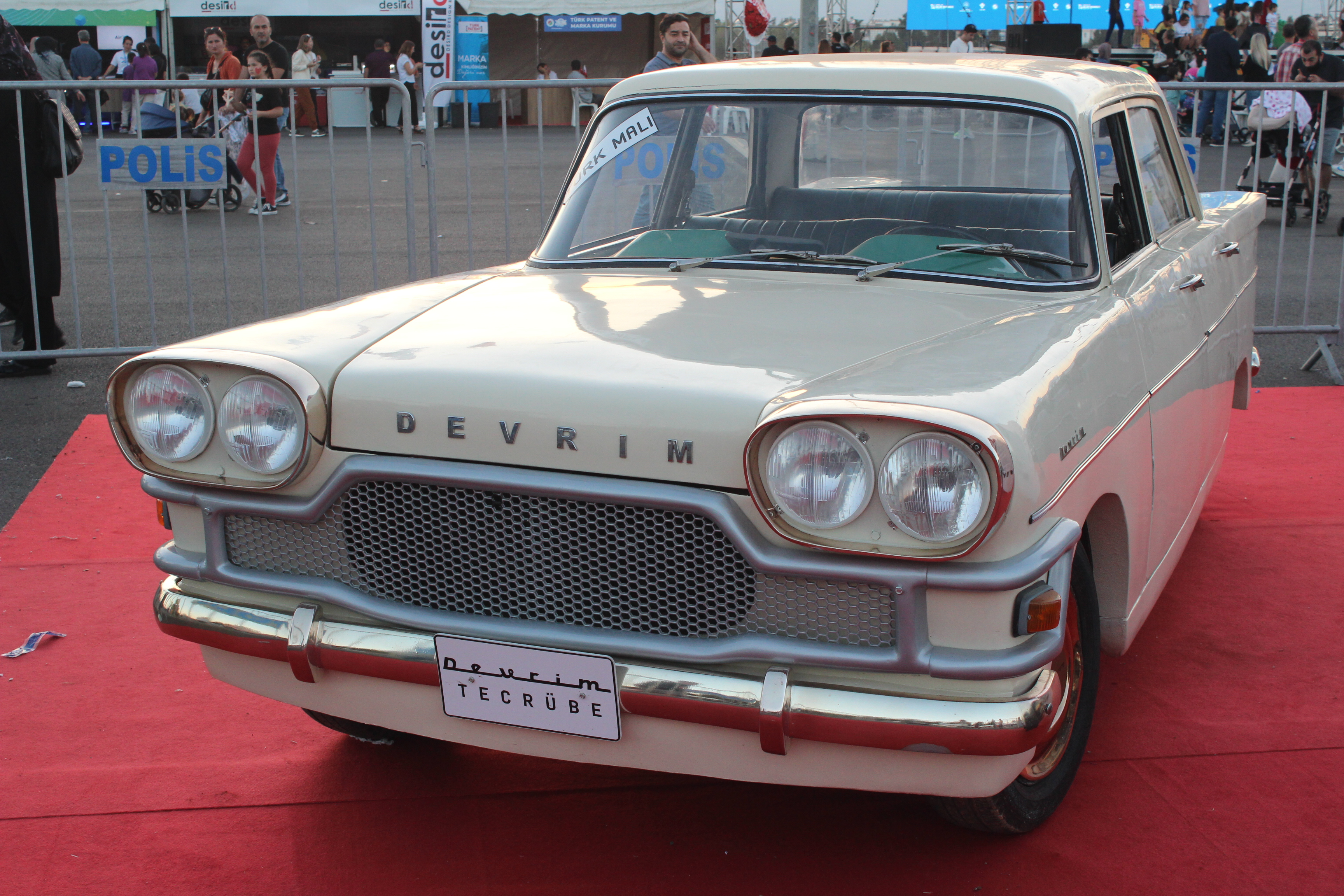
Devrim (1961)
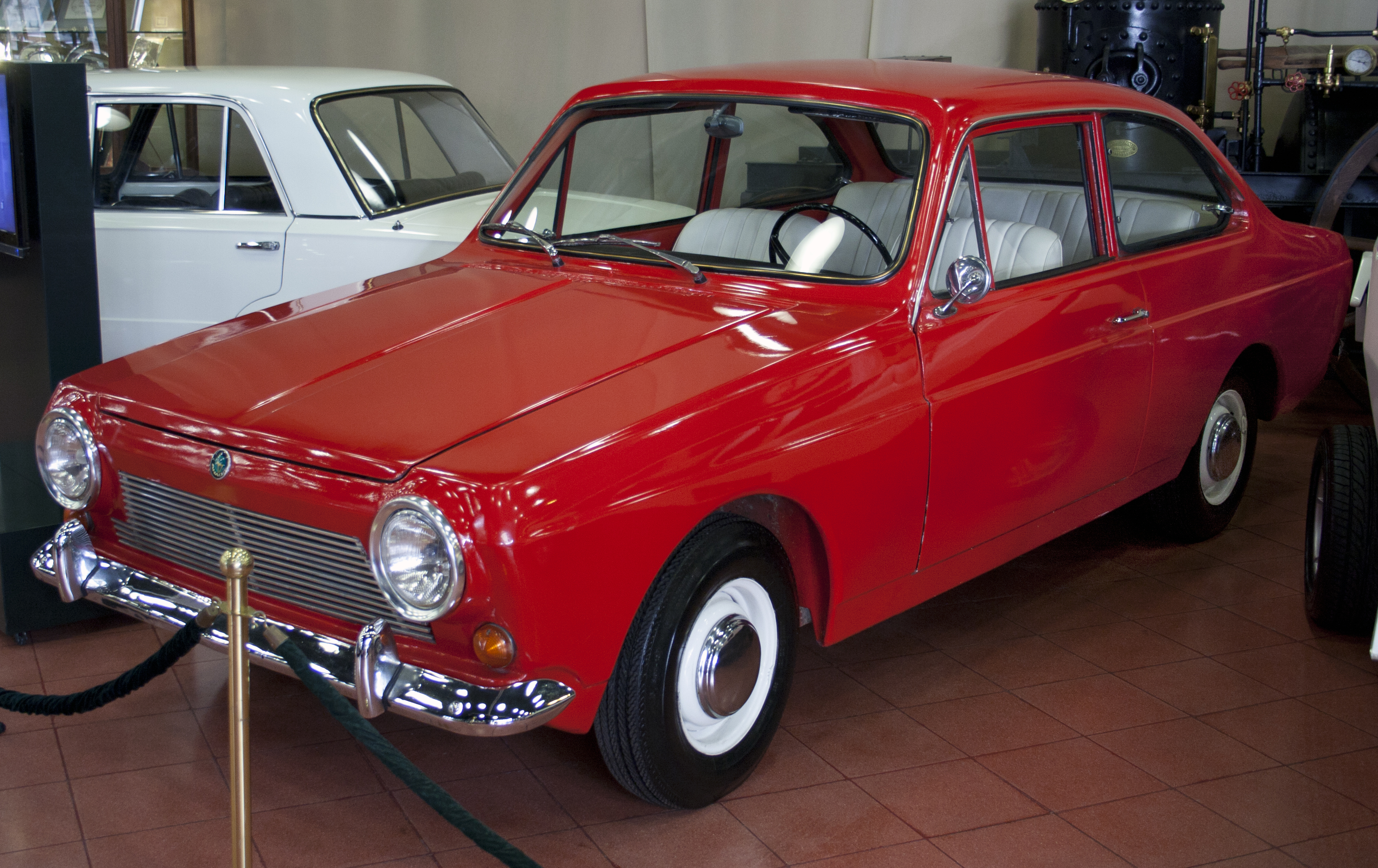
Anadol A1 (1966–1975)
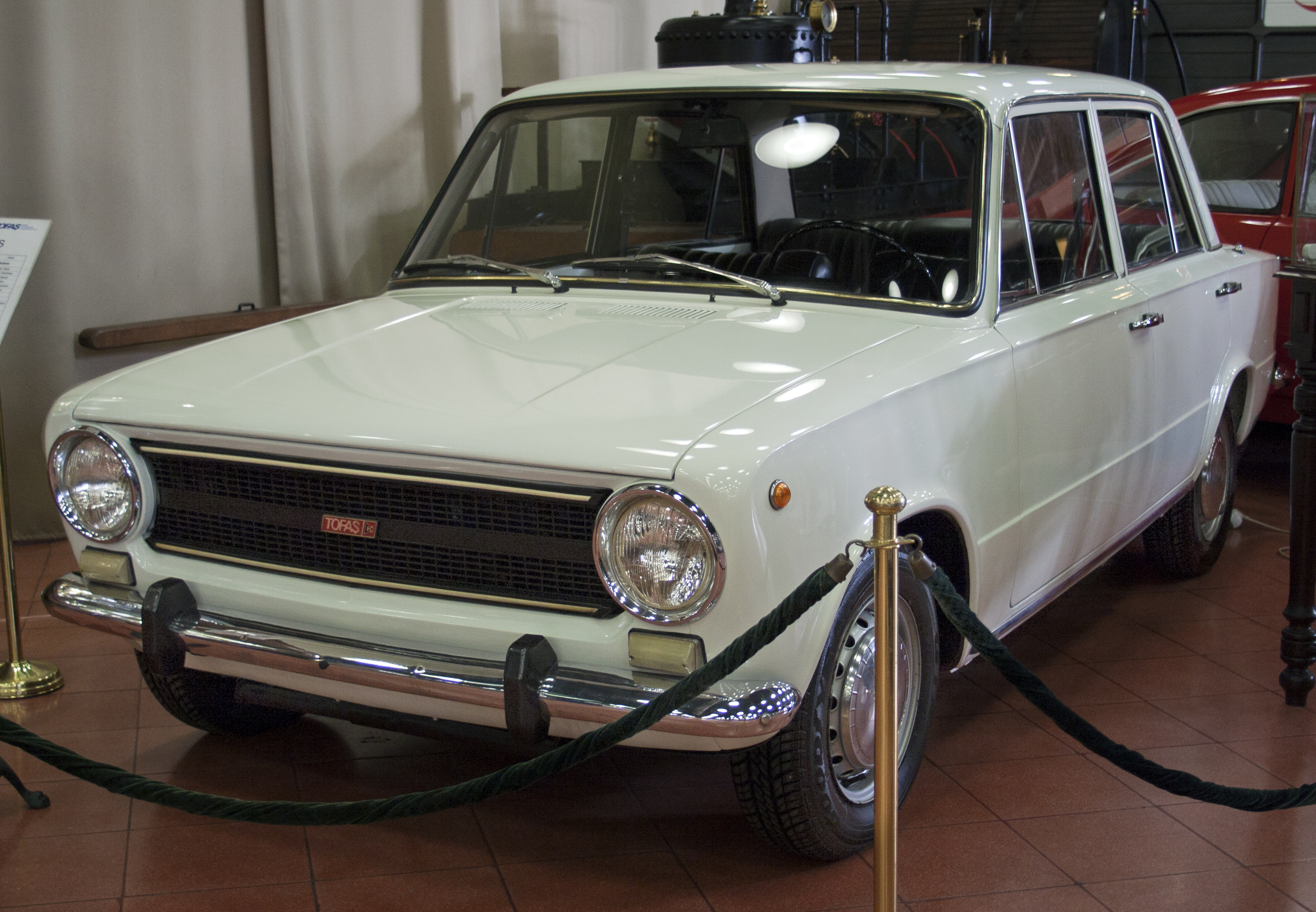
Tofaş Murat 124 (1971-1994)
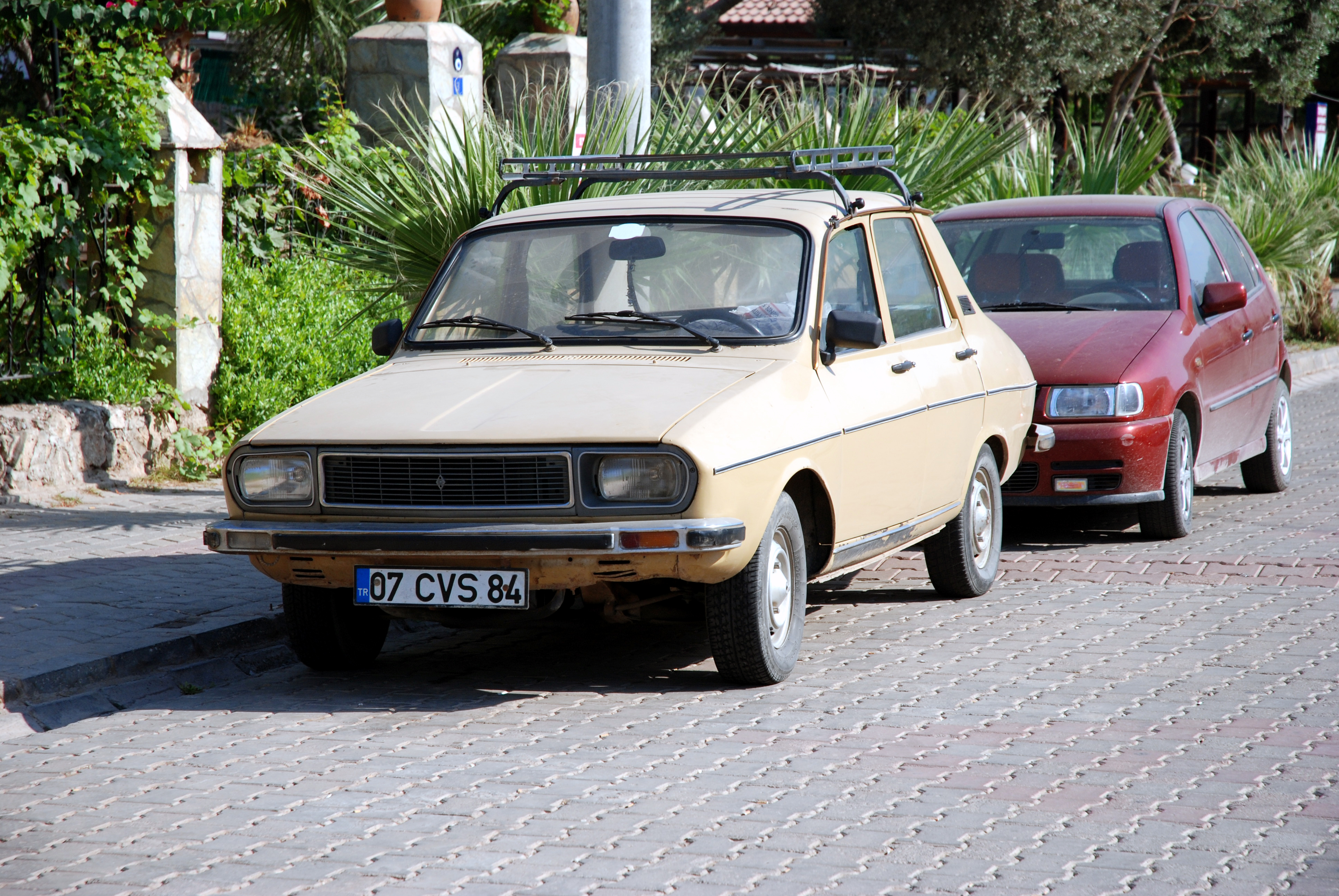
Oyak-Renault 12 (1971–2000)
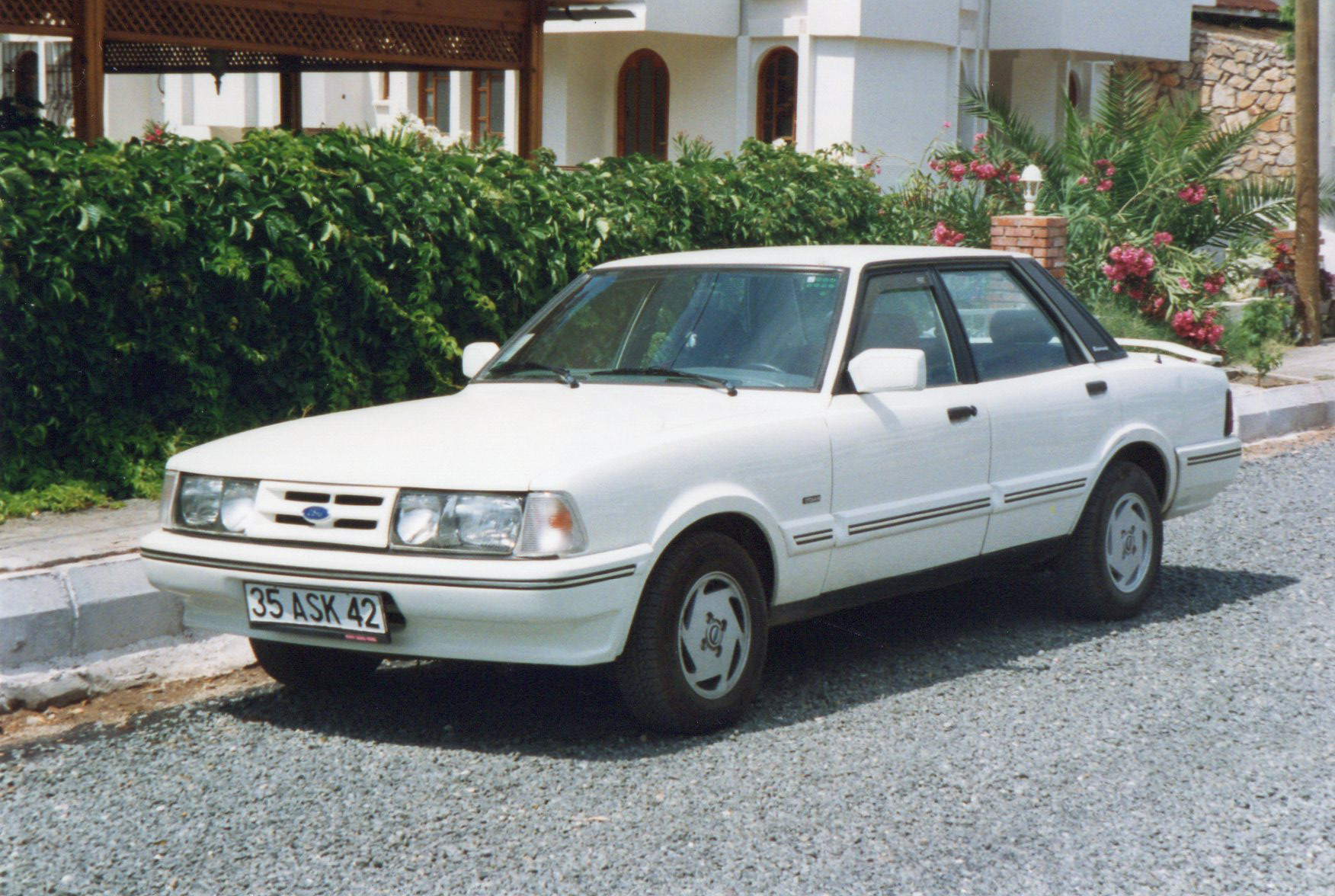
Ford Taunus (1985–1993)
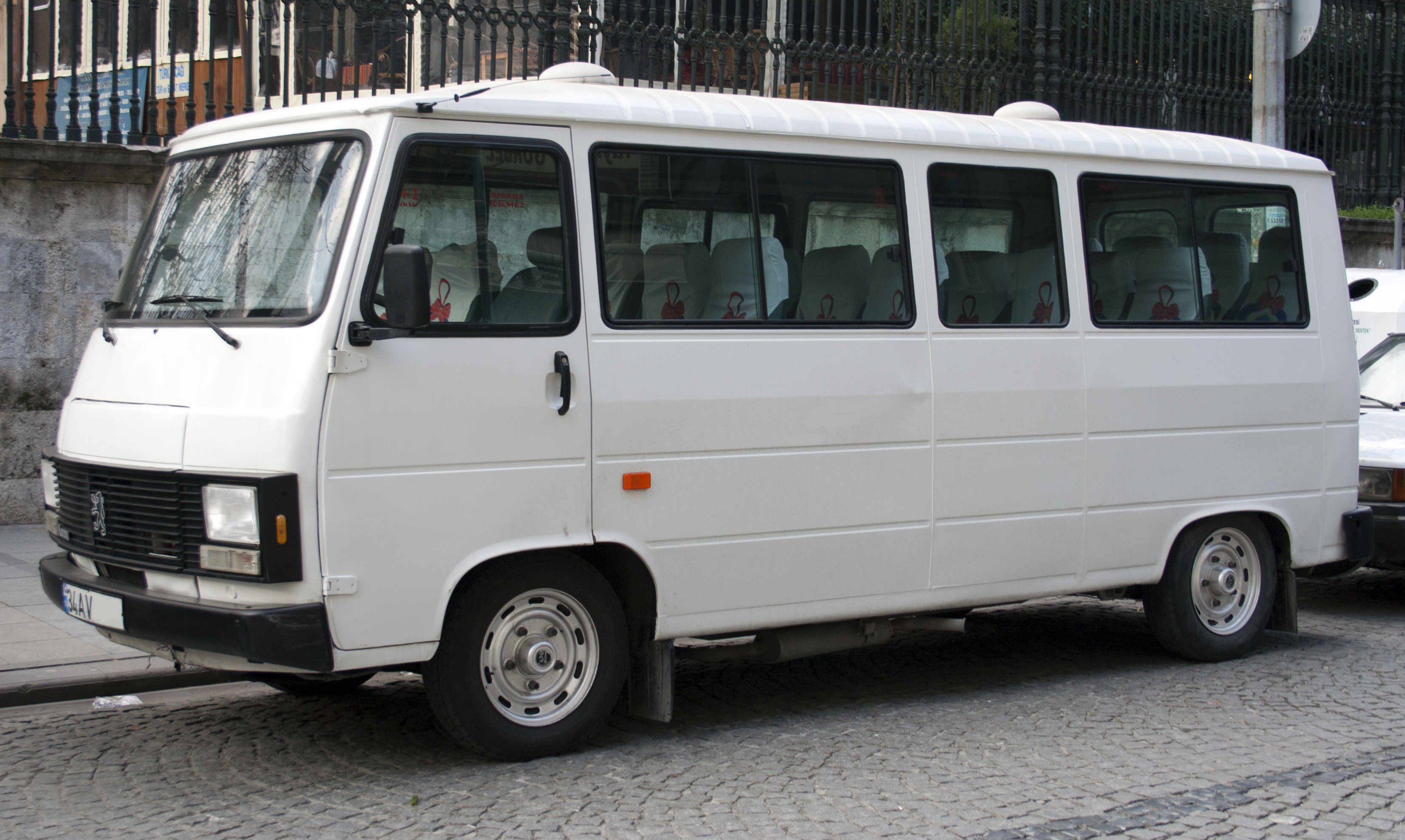
Peugeot J9 Karsan (1981–2006)

### Після 1990 року

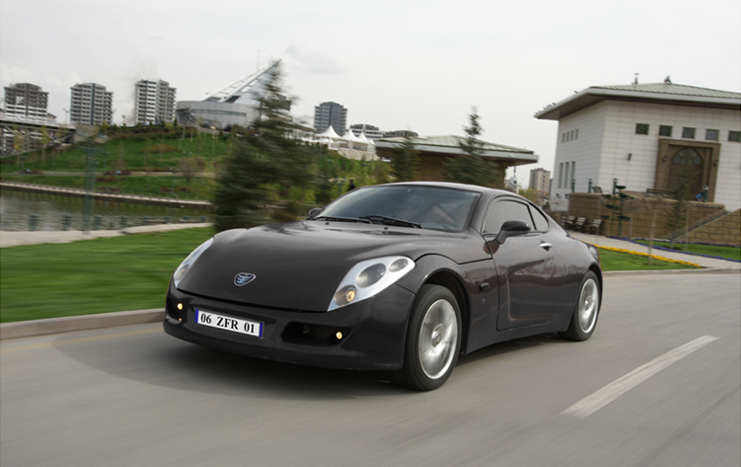
Etox Zafer Coupé (2007–2014)

З початку 1980-х років почався період лібералізації сектора, в першій половині 1990-х стартували перші постачання закордон.
У другій половині 1990-х років, з ростом добробуту громадян, став рости внутрішній ринок і з'явилася можливість масово експортувати автомобілі на зовнішні ринки, особливо в країни Євросоюзу, що дало значний поштовх до розвитку турецької автомобільної галузі.
Також у 1990-х роках з'явились нові заводи: у 1994 році — Toyota, у 1997 році — Honda та Hyundai Motor. 
Майже всі найбільші турецькі автовиробники є спільними підприємствами: Oyak-Renault — Renault та Ordu Yardımlaşma Kurumu (OYAK), Tofaş — Fiat та Koç Holding, Ford Otosan — Ford та Koç Holding,  Toyota Turkey — Toyota та Mitsui & Co., Hyundai Assan — Hyundai Motor та Kibar Holding, Anadolu Isuzu — Isuzu, Itochu та Anadolu Group.
З 2009 року понад 85% автовиробництва припадає на чотири провідні компанії — Ford Otosan, Oyak-Renault, Tofaş-Fiat і Toyota (вони також входять в число 10-ти провідних турецьких компаній-експортерів). 
В країні розташовано 13 автозаводів, на них виробляють або складають автомобілі: Renault (310,000 машин), Ford (265,000 машин), FIAT (255,000 машин), Hyundai (100,000 машин), Toyota (70,000 машин), Honda (15,000 машин), Opel, Daimler, Isuzu, MAN. 

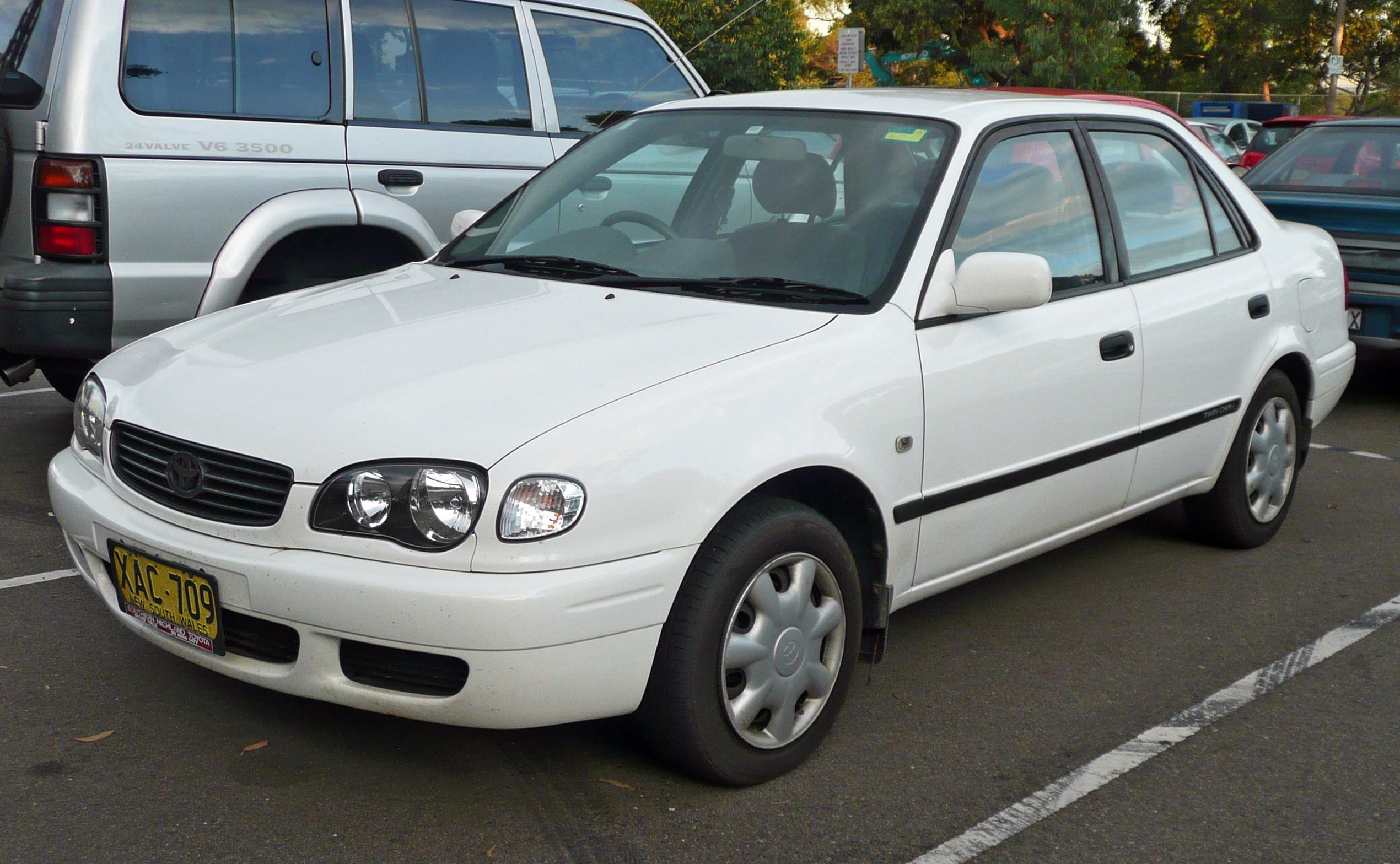
Toyota Corolla (1995–2002)
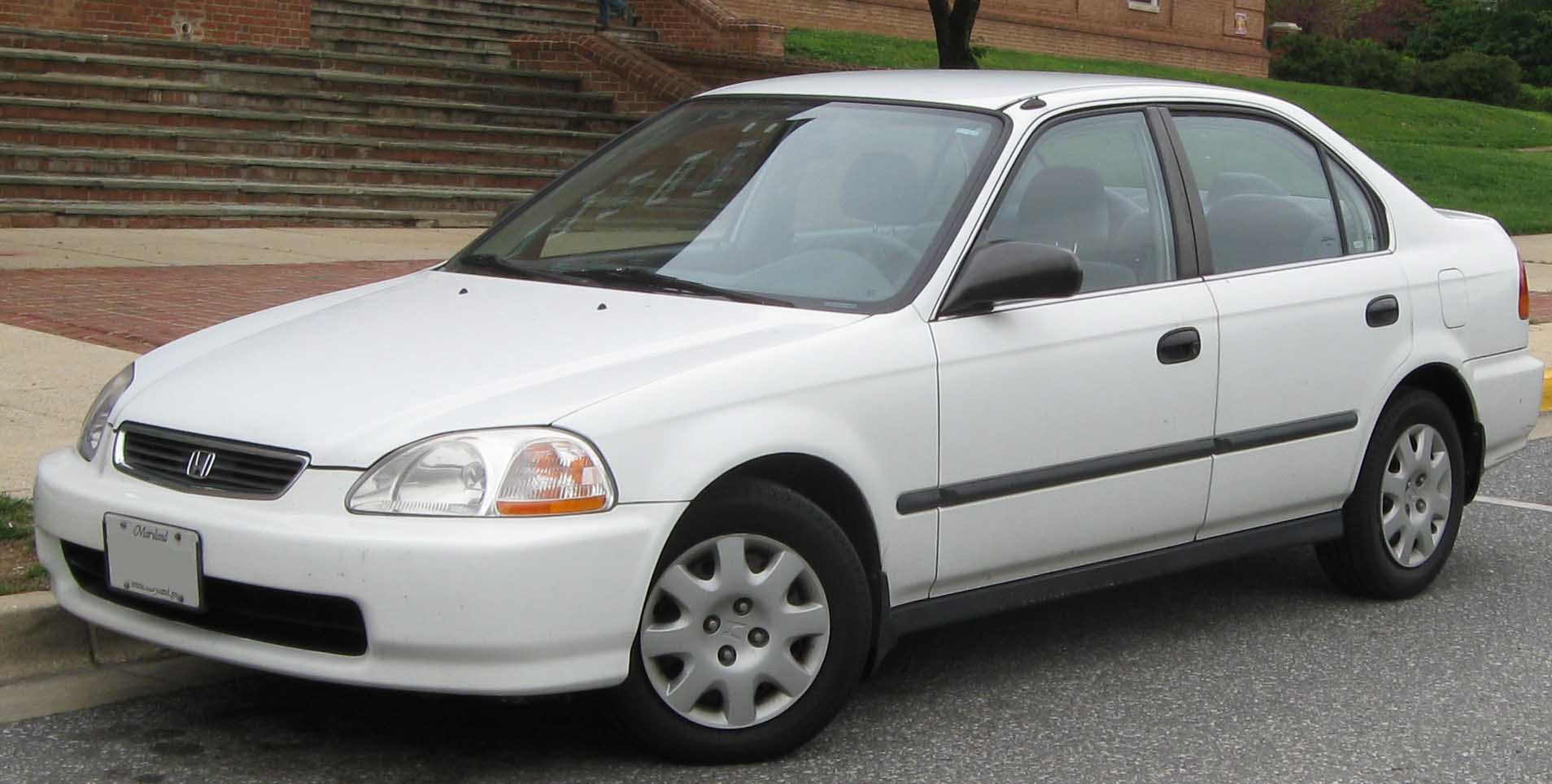
Honda Civic (1995–2000)
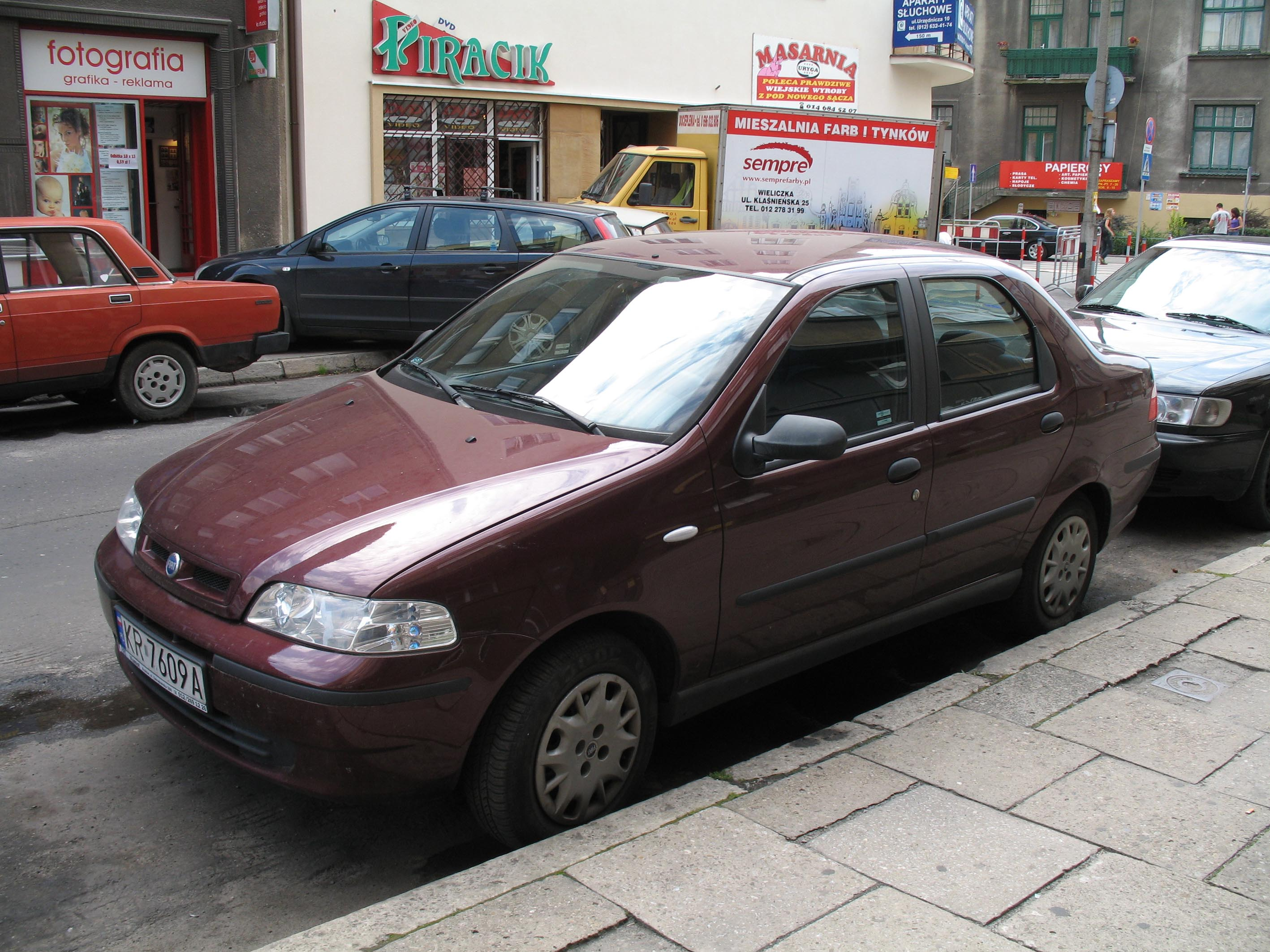
Fiat Albea (2002–2012)
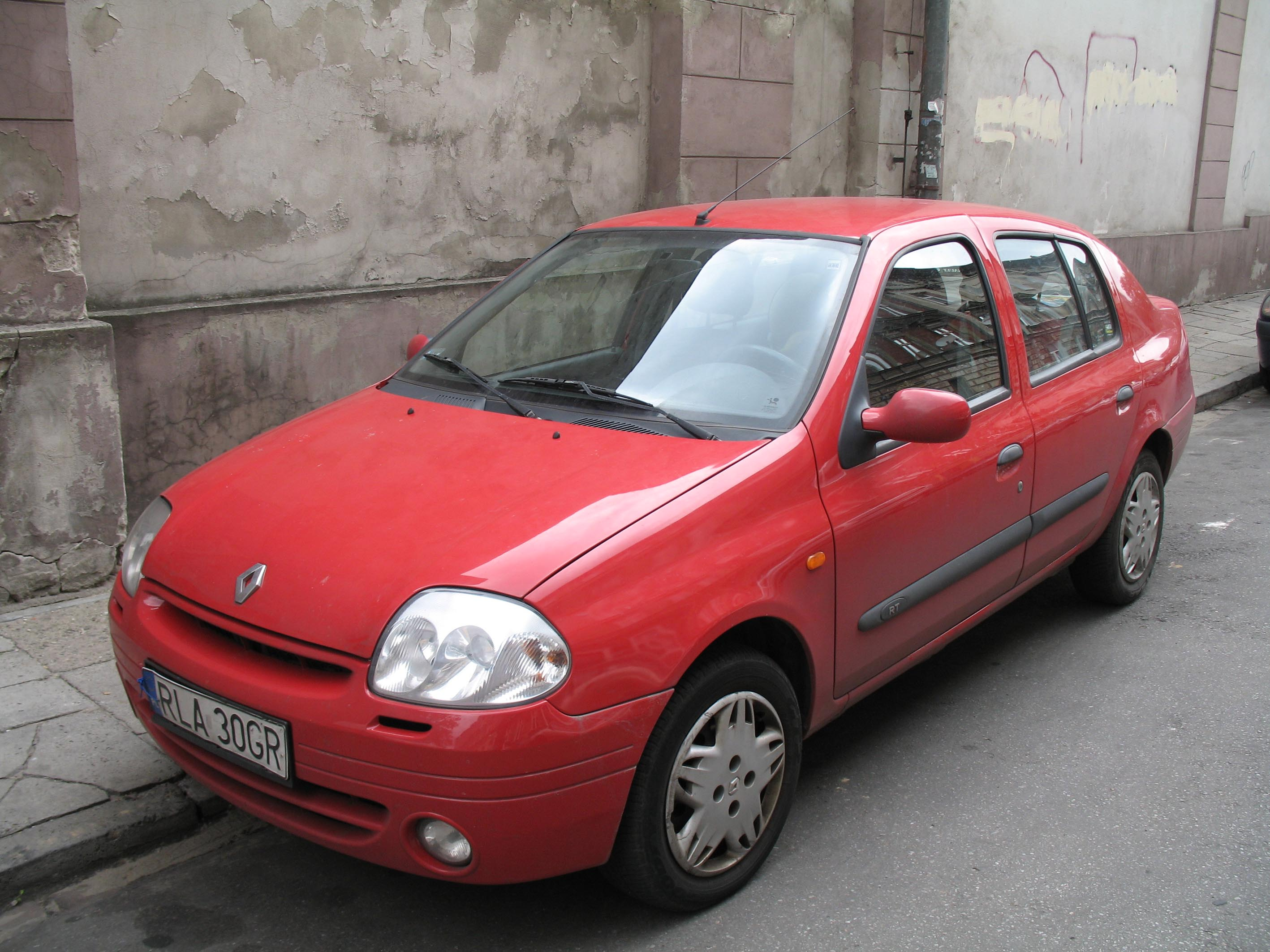
Renault Symbol (1999–2008)
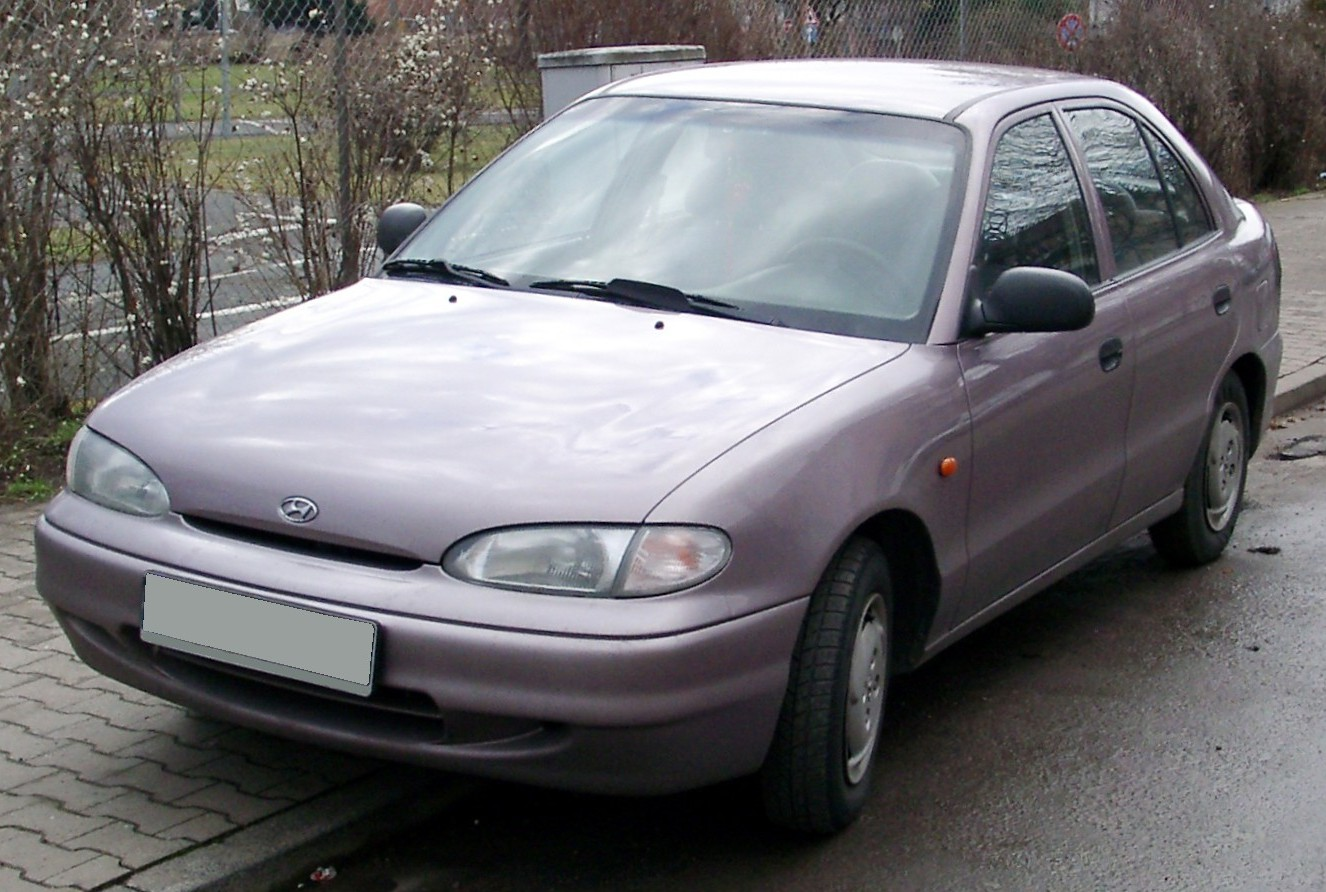
Hyundai Accent (1997–2012)
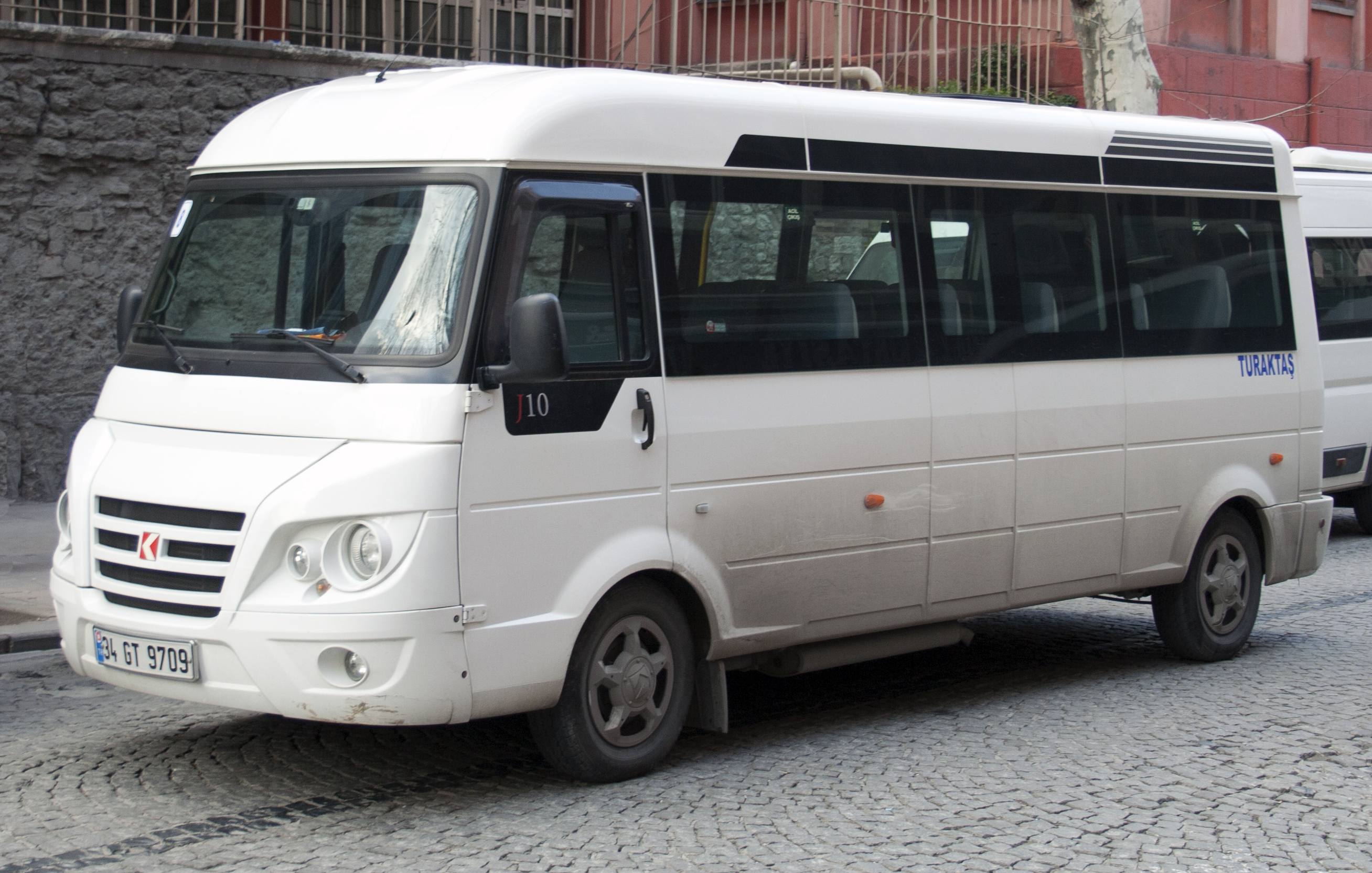
Karsan J10 (2010–2015)

## Сучасний стан виробництва

Світова карта виробництва автомобілів у 2007 році.

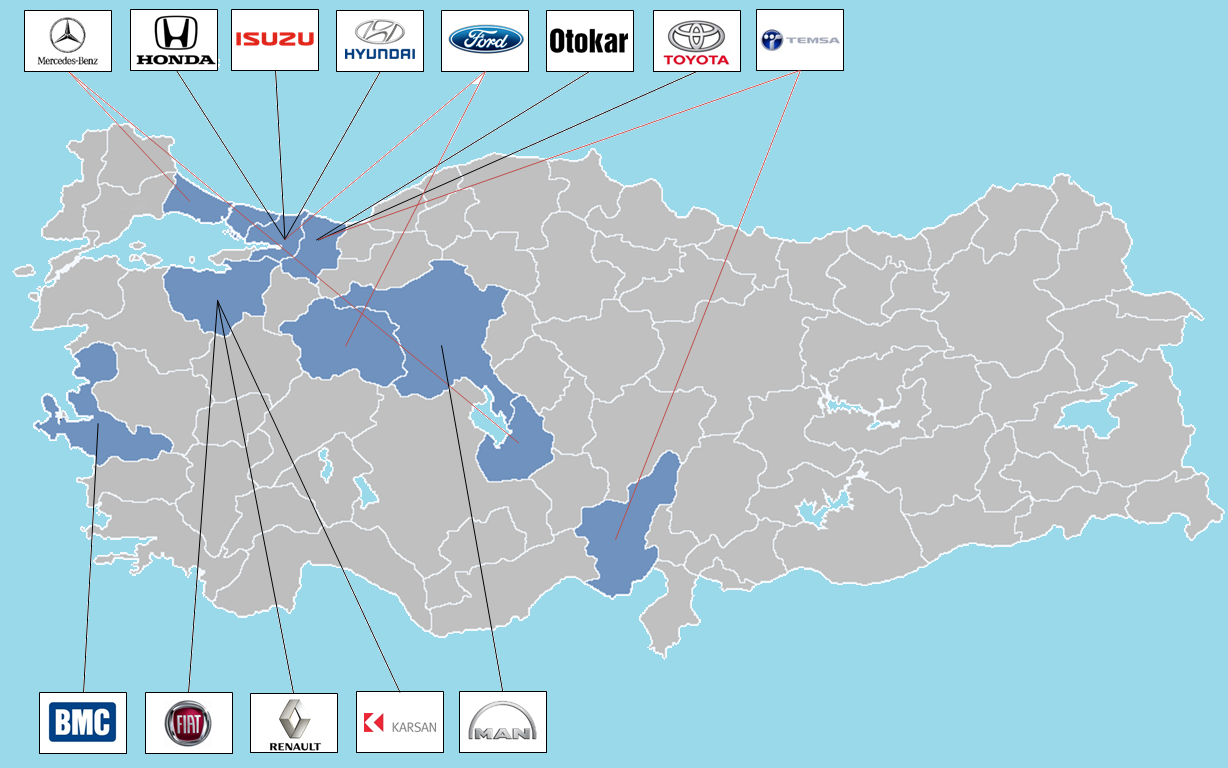
Автомобільні заводи у Туреччині

У 2002 році загальна виробнича потужність 6-ти компаній-виробників легкових автомобілів становила 726,000 одиниць на рік, досягаючи 991,621 одиниці на рік в 2006 році. 
У 2002 році Fiat/Tofaş займав 34% від цієї потужності, Oyak/Renault 31%, Hyundai/Assan і Toyota по 14%, Honda 4%, Ford/Otosan 3%.
До 2004 року Туреччина експортувала 518,000 автомобілів на рік, в основному для країн-членів Європейського Союзу.
У 2008 році в Туреччині було вироблено 1,147,110 автомобілів, що зробило її 6-м за величиною виробником у Європі (після Великої Британії та перед Італією) та 15-м  виробником у світі.
Завдяки групі виробників автомобілів і постачальників запчастин турецький автомобільний сектор став невід’ємною частиною глобальної мережі виробничих баз, експортуючи автомобілі та комплектуючі на суму понад 22,944,000,000 доларів США у 2008 році.
Як і в багатьох країнах, виробництво автомобілів зазнало значного впливу світової фінансової кризи. У березні 2009 року Асоціація автомобільної промисловості Туреччини (Otomotiv Sanayii Dernegi, OSD) заявила, що виробництво автомобілів впало на 63% порівняно з попереднім роком за перші два місяці 2009 року, оскільки експорт впав на 61,6% за той самий період.
У 2010 році Туреччина випустила 1,194,982 автомобілів, ставши 7-м за величиною автомобільним виробником у Європі і випередивши такі країни як Німеччина (5,819,614), Франція (3,174,260), Іспанія (2,770,435), Об'єднане Королівство (1,648,388), Росія (1,508,358) та Італія (1,211,594) відповідно.
Річне виробництво в Туреччині раніше досягло пікового виробництва в 1,695,731 автомобіля в 2017 році, коли країна також посідала 13-те місце в світі.
У 2019 році високі показники експорту автомобілів були підсилені значним збільшенням продажів до Нідерландів та США, які зафіксували зростання відповідно на 131% та 55%.
У 2022 році Туреччина виробила 1,352,648 автомобілів, займаючи 13-е місце серед найбільших виробників у світі. 

## Вітчизняний турецький автомобіль

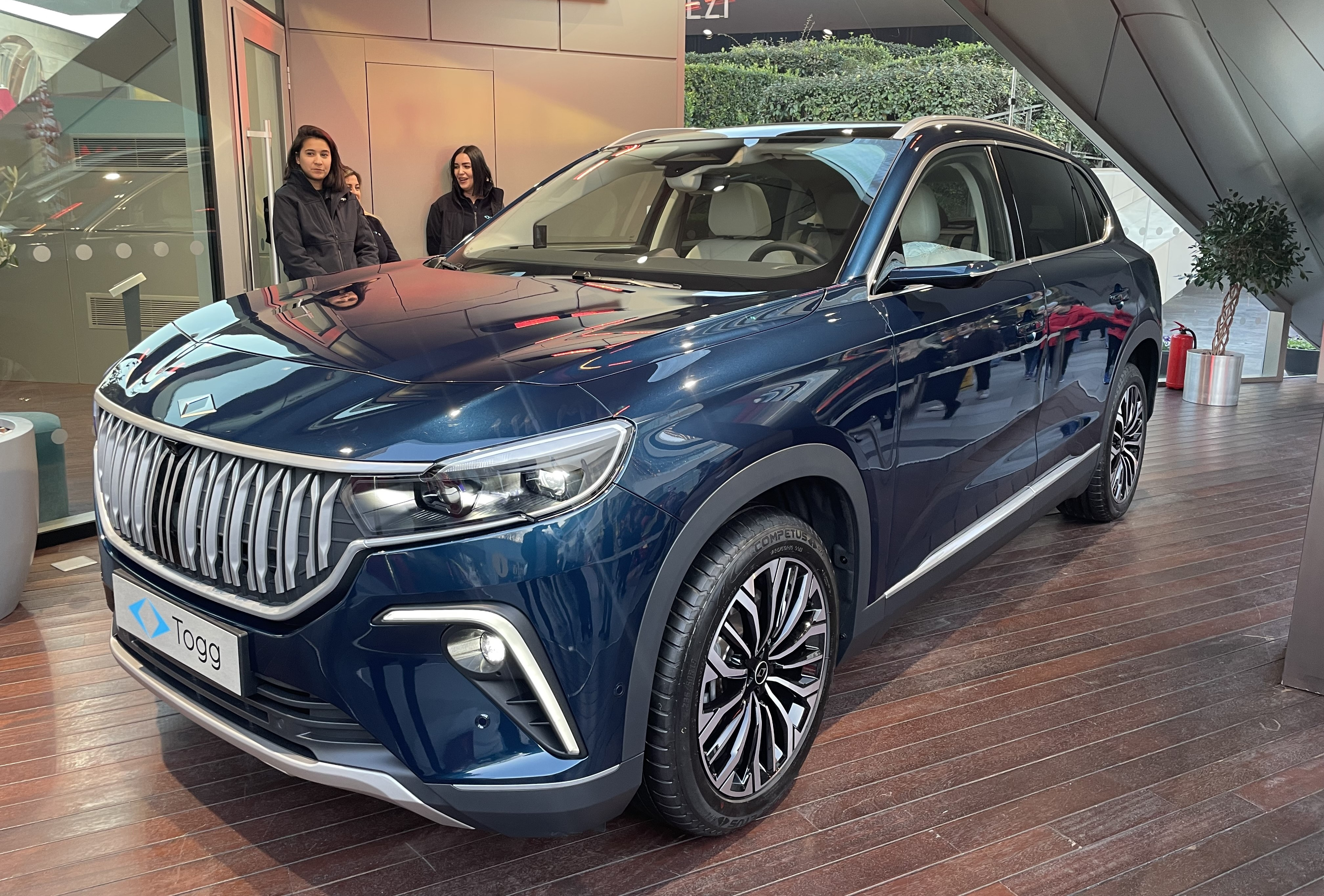
Togg T10X (2022–...)

Існуючі дизельні транспортні засоби забруднюють повітря в Туреччині. 2 листопада 2017 року Туреччина оголосила, що п’ять турецьких компаній під координацією Союзу палат і товарних бірж Туреччини вирішили взяти участь у консорціумі з виробництва електромобілів вітчизняного виробництва, який був створений у 2018 році під назвою TOGG. Перші прототипи, розроблені компанією Pininfarina, були представлені ЗМІ у 2019 році, а комерційні продажі мають розпочатися до 2022 року.
Електромобілі будуть вироблятися в п’яти моделях (хетчбек С-класу, седан С-класу, мінівен С-класу, позашляховик С-класу і позашляховик В-класу). Початковий обсяг виробництва становитиме 175,000 автомобілів на рік. 
До консорціуму Togg входять такі турецькі компанії:
- BMC
- Anadolu Group
- Turkcell
- Zorlu Holding

## Виробники

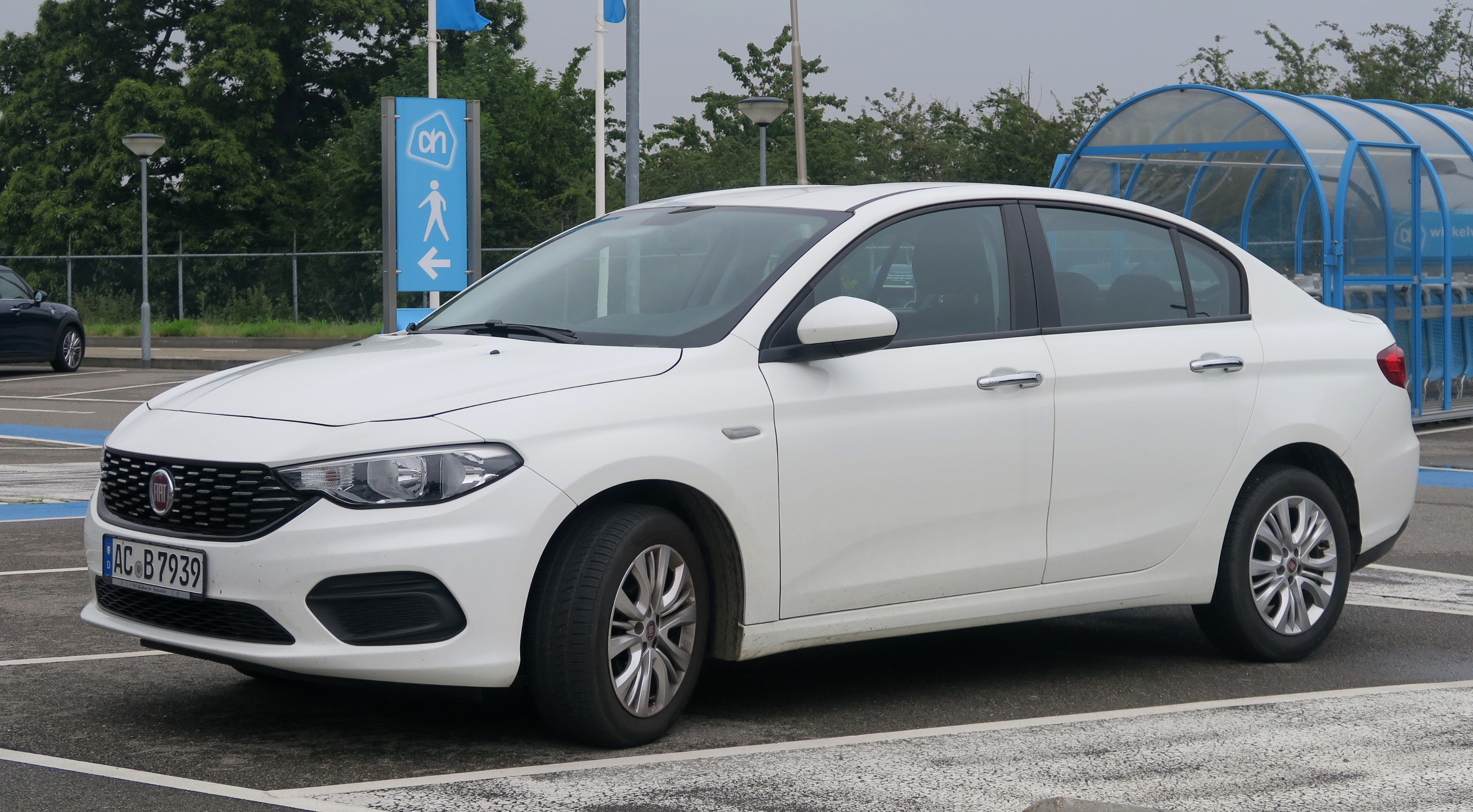
Tofaş-Fiat Tipo (2015–...)

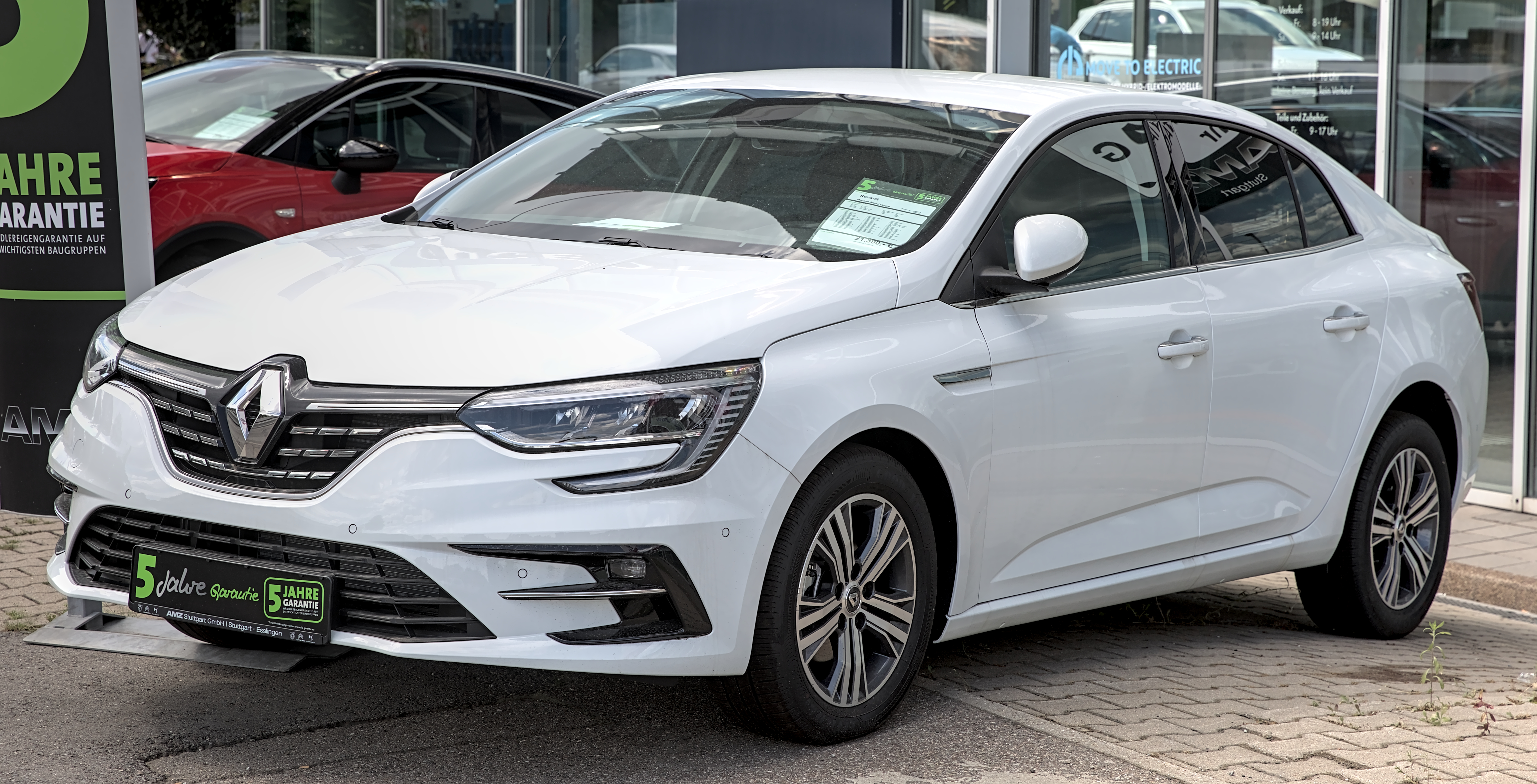
Oyak-Renault Mégane (2016–...)

Діючі:
- Altın Boğa
- Askam
- BMC Sanayi ve Ticaret A.Ş.
- Diardi
- Erkunt
- Etox
- FNSS Defence Systems
- Ford Otosan
- Hyundai
- Imza
- Isuzu
- Karsan
- Marti
- Onuk
- Oscar
- Otokar
- Otoser
- Oyak-Renault
- Özaltin
- TEMSA
- Tofaş
- Toyota

Недіючі:
- Anadol
- Devrim

## Обсяг виробництва за роками

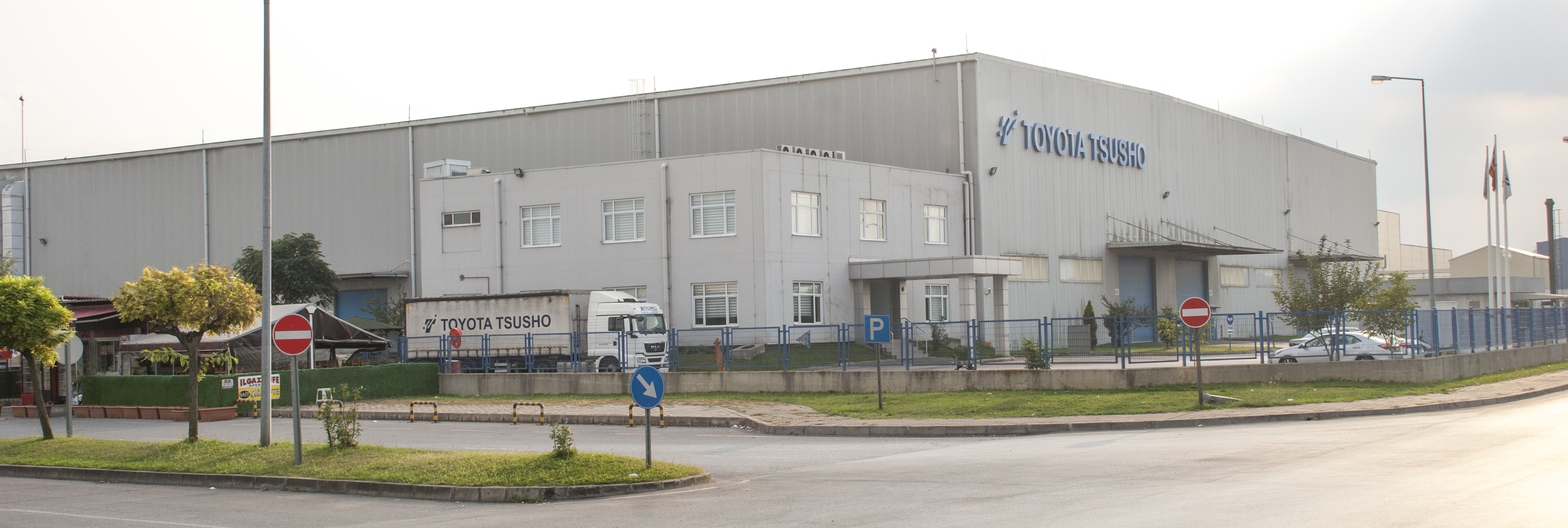
Toyota Motor Manufacturing Turkey

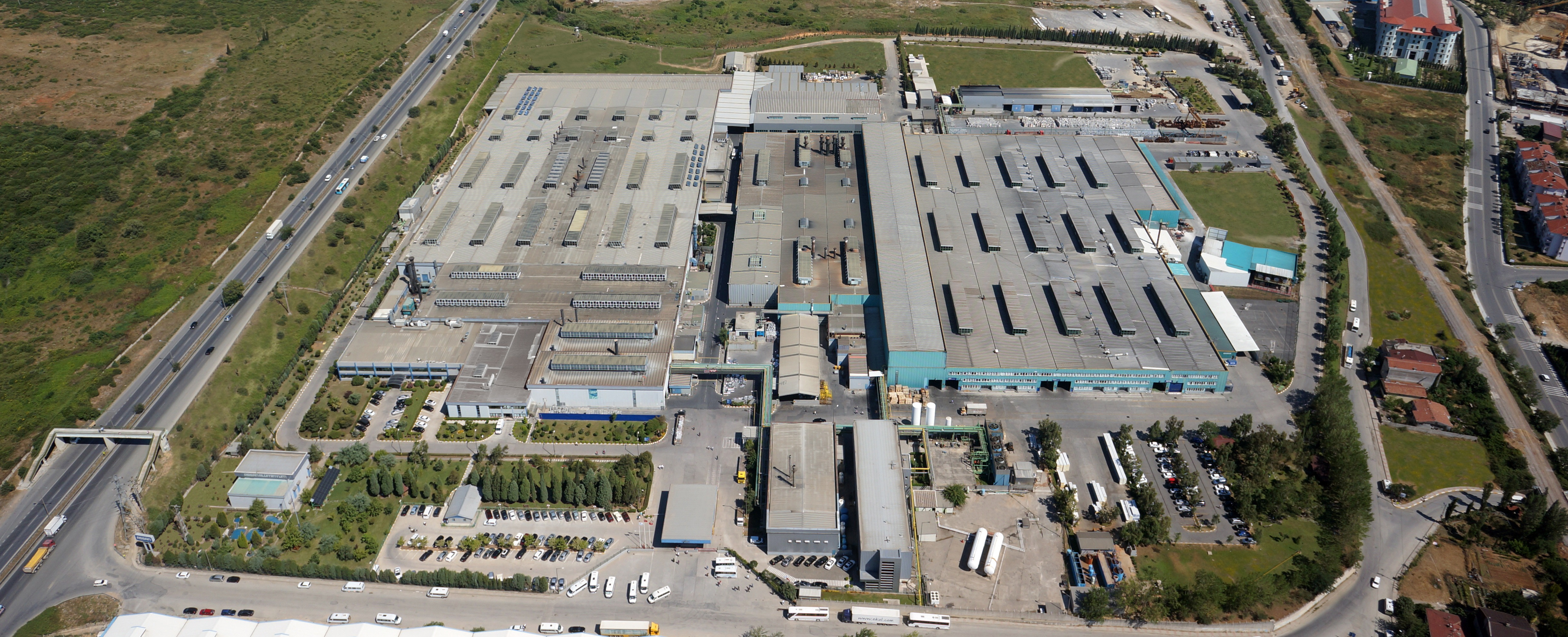
Hyundai Assan Otomotiv

| Рік  | Обсяг виробництва |
| ---- | ----------------- |
| 1970 | 25,000            |
| 1980 | 50,881            |
| 1990 | 209,150           |
| 1995 | 282,000           |
| 2000 | 430,947           |
| 2005 | 879,452           |
| 2010 | 1,094,557         |
| 2011 | 1,189,131         |
| 2012 | 1,072,978         |
| 2013 | 1,125,534         |
| 2014 | 1,170,445         |
| 2015 | 1,358,796         |
| 2016 | 1,485,927         |
| 2017 | 1,695,731         |
| 2018 | 1,550,150         |
| 2019 | 1,461,244         |
| 2020 | 1,297,878         |
| 2021 | 1,276,140         |
| 2022 | 1,352,648         |
| 2023 | 1,468,393         |